# ری پارکر جونیور
ری پارکر جونیور (انگلیسی: Ray Parker Jr.؛ زادهٔ ۱ مهٔ ۱۹۵۴) یک نوازنده گیتار، خواننده، ترانه‌سرا و تهیه‌کننده اهل ایالات متحده آمریکا است. وی از سال ۱۹۷۱ میلادی تاکنون مشغول فعالیت بوده‌است.